# María Alejandra (Schiff)
Die María Alejandra war ein 1977 gebauter, spanischer Rohöltanker. Das Schiff ging im März 1980 infolge von Explosionen im Atlantischen Ozean verloren.

## Geschichte

### Bau und Indienststellung
Das Schiff wurde unter der Baunummer 101 auf der Werft Astilleros Españoles in Cádiz gebaut. Die Kiellegung fand am 24. März 1975, der Stapellauf am 6. Oktober 1976 statt. Die Fertigstellung und Ablieferung des Schiffes erfolgte im April 1977. Das Schiff wurde an das spanische Unternehmen Mar Oil abgeliefert. Es war zunächst für die italienische Reederei d’Amico Società di Navigazione gebaut worden, die jedoch vom Vertrag zurücktrat. Die María Alejandra war der letzte Supertanker, der auf der Werft Astilleros Españoles in Cádiz gebaut wurde. Die Werft hatte seit Mitte der 1960er-Jahre eine Reihe von Tankern für unterschiedliche Reedereien gebaut.
Das Schiff fuhr in Charter des spanischen Unternehmens Compañía Española de Petróleos (CEPSA), das es für den Transport von Rohöl vom Persischen Golf zu Erdölraffinerien in Algeciras und Santa Cruz de Tenerife einsetzte.

### Explosion und Untergang
| \| Ort der Havarie \| |
| Ort der Havarie       |

Anfang März 1980 löschte der Tanker in Algeciras eine Ladung Rohöl aus Ra's Tanura in Saudi-Arabien. Die Entladung war am Vormittag des 6. März abgeschlossen und das Schiff wurde für die Ballastreise zum Persischen Golf vorbereitet. Während der Entladung hatte es Probleme mit dem Inertgassystem gegeben, mit dem die Bildung eines explosiven Luft-Gas-Gemisches in den Ladetanks verhindert werden soll. Obwohl das Problem nicht behoben werden konnte, verließ das Schiff am 8. März Algeciras. Weitere Arbeiten zur Reparatur des Inertgassystems wurden auf See durchgeführt.
Bis zum 11. März waren die Probleme nicht vollständig behoben worden. Gegen 13:30 Uhr, das Schiff befand sich rund 900 km südlich der Kanarischen Inseln vor der Küste Mauretaniens, erschütterte eine Explosion das Schiff, der wenige später eine zweite, deutlich stärkere Explosion, sowie noch zwei weitere Explosionen folgten. Durch die Explosionen wurde das Schiff strukturell so stark beschädigt, dass der Rumpf in zwei Teile zerbrach. Außerdem kam es zu einem Brand und zu starkem Wassereinbruch im Maschinenraum, durch den der hintere Teil des Schiffes schnell sank. Der vordere Teil des Schiffes versank erst in der Nacht im hier etwa 1200 Meter tiefen Atlantik.
Mehrere Besatzungsmitglieder, die das Unglück überlebten, hielten sich über Stunden an treibenden Trümmern des Schiffs fest, bevor sie von mehreren Schiffen gerettet wurden. In der Folge wurde eine Suchaktion durchgeführt, bei der weitere Trümmerteile des Schiffs und sieben Leichen, aber keine weiteren Überlebenden gefunden wurden.
Zum Zeitpunkt des Unglücks befanden sich neben 36 Besatzungsmitgliedern auch sieben Passagiere an Bord des Schiffes. Das Unglück überlebten nur sieben Besatzungsmitglieder. Als Unglücksursache wurden explosive Luft-Gas-Gemische in den Ladetanks vermutet, die zu den Explosionen führten. Da sich das Schiff auf einer Ballastreise befand, gelangten bei dem Unglück mit knapp 4200 t nur verhältnismäßig geringe Mengen Öl ins Meer.

## Technische Daten
Das Schiff wurde von einem B&W-Dieselmotor mit 32.560 PS Leistung angetrieben. Der Motor wirkte auf einen Propeller.
Das Schiff war mit 19 Ladetanks ausgerüstet. Die Gesamtkapazität der Tanks betrug 283.813 m³.